# La Lucha, Montecristo de Guerrero
La Lucha är en ort i Mexiko.   Den ligger i kommunen Montecristo de Guerrero och delstaten Chiapas, i den sydöstra delen av landet, 800 km sydost om huvudstaden Mexico City. La Lucha ligger 957 meter över havet och antalet invånare är 114.
Terrängen runt La Lucha är varierad. La Lucha ligger nere i en dal. Runt La Lucha är det ganska glesbefolkat, med 39 invånare per kvadratkilometer. Närmaste större samhälle är Capitán Luis A. Vidal, 5,9 km söder om La Lucha. I omgivningarna runt La Lucha växer huvudsakligen savannskog.